# أم بطين
قرية أم بطين تتواجد شرق بئر السبع، بمحاذاة شارع بئر السبع-الخليل (رقم 60). سميت بهذا الاسم لتواجد تلة في القرية (البطين هو التلة باللهجة البدوية). من القرى العربية التي تم الاعتراف بها سنة 2005، بعد نضال مستمرّ، يعيش فيها ما يقارب 4000 نسمة من أبناء عشائر أبو كف، أبو عصا، أبو نادي وأبو هدوبة. في القرية يمر وادي الخليل.

## الرواية التاريخية
قرية أم بطين قرية قديمة جدا، يتواجد بها بقايا اثار لبيوت وابار ومعالم حياة تعود لألاف السنين. أحد الابار الموجودة تتشابه في مبناها ببئر سقاطي المتواجد بجانب مفرق سقاطي، لكن لا ماء فيه.
كما تتواجد في المنطقة بعض المغر القديمة الصغيرة التي كان تخزن فيها المؤن منذ آلاف السنين. المنطقة استرتيجيه جدا وقد تواجد في القرية مقر للحكم العسكري البريطاني حتى عام 1963.
بقيت القرية لفترة طويله معزولة عن المناطق الأخرى، بحيث لم يتواجد بها حتى عام 1995 أي مدخل للقرية ينشق من الشارع الرئيسي الذي يمر بها (شارع 60). بقي الوضع حتى عام 1995 حين قام المواطنين بتنظيم مظاهرة على مدخل القرية مطالبين بفتح مدخل للقرية يربط القرية بالشارع الرئيسي وبعد نضال مستمر تم فتح مدخل أو مفرق يربط القرية بالشارع مما سهل تنقل السكان من وإلى المناطق المجاورة مثل بئر السبع.

## الموقع
تقع في صحراء النقب الشمالي، على بعد 12 كم من بئر السبع، بين قرية تل السبع واللقية وحورة. مجاورة لقرية عومر اليهودية.
التركيبة السكانية
4000 نسمة تقريبا. تعيش في قرية أم بطين أربع عائلات: أبوكف، أبو عصا، أبو نادي وأبو هدوبة.

## اصل التسمية
بطين كلمة بدوية تعني التله أو المكان المرتفع، في القرية هنالك بجانب المقبرة تلة، لذلك أطلق عليها هذا الاسم.

## التعليم في القرية
أول مدرسة أقيمت كانت عام 1945 في عهد الانتداب البريطاني، الا انه اغلق عقب النكبة وقيام دولة إسرائيل.
في عام 1961 فتحت المدرسة ابوابها مجددا وكان عدد الطلاب أكثر من الف طالب.
اليوم في القرية يوجد مدرسة ثانوية واحدة جديدة نسبيا، وثلاث مدارس ابتدائيه من الصف الأول للثامن (مدرسة السنابل ومدرسة ابوكف ومدرسة أم بطين). وأيضا روضات أطفال.

## بعض معالم القرية
- في قرية أم بطين هنالك عيادة واحدة يتلقى بها المواطنين الخدمات الطبية الأساسية بالإضافة لعيادة الأم والطفل.
- هنالك عدة مساجد في القرية.
- هناك عدة اثار تاريخية لبعض البيوت التي بنيت منذ مئات السنين أهمها بيت رجل صالح كان يسكن هناك منذ زمن بعيد يسمى الشيخ إبراهيم.
- هناك أيضا بعض الآثار للإبار المهجورة وبعض المغر الصغيرة.
- في القرية من الجهة الجنوبية هناك مقبرة القرية.

## البنية التحتية والخدمات
القرية حتى اليوم غير موصولة بالكهرباء القطرية. مصدر الكهرباء من الطاقات الشمسية والمحركات التي تعمل على البنزين.
شارع واحد متواجد في القرية يبدأ من مدخل القرية حتى المدارس في القرية.
البيوت ممدودة بشبكات مياه.
لا يوجد أجهزة صرف صحي، يعاني السكان من التلوث الناتج من الوادي التي يمر من خلال القرية. في فصل الشتاء ومع هطول الأمطار يفيض الوادي بالمياه ويصبح قطع الجسر الرئيسي الذي يربط قسمي القرية الشرقي والغربي صعبا وفي بعض الأحيان لا يمكن قطعه مما يؤدي إلى فصل جهتي القرية عن بعضهما البعض الأمر الذي يؤثر بشدة على مجريات الحياة.

## صور
<gallery>
ملف: قرية أم بطين.jpeg|منظر من القرية في فصل الربيع
ملف: مدخل أم بطين.JPG|مدخل القرية
ملف: ام بطين.JPG|صور من داخل القرية
ملف: المدرسة الثانوية.jpg|المدرسة الثانوية
ملف:|القرية صيفا
ملف: أطفال القرية يلعبون.JPG|تصوير: جميله ابوكف
ملف: البساطة والحياة الزراعية في القرية.jpg|تصوير: جميلة ابوكف
ملف: من داخل القرية.jpg|من داخل القرية
قالب:جغرافيا فلسطين
1. ↑  دائرة الإحصاء المركزية الإسرائيلية، QID:Q1043319
2. ↑  الاعتراف بقرية أم بطين هو ثمره نضال وصمود نسخة محفوظة 10 يونيو 2016 على موقع واي باك مشين.